# Suiza en los Juegos Olímpicos de Berlín 1936
Suiza estuvo representada en los Juegos Olímpicos de Berlín 1936 por un total de 190 deportistas que compitieron en 21 deportes.

## Medallistas
El equipo olímpico suizo obtuvo las siguientes medallas:
| Nombre                                                                               | Deporte            | Competición                  |
| ------------------------------------------------------------------------------------ | ------------------ | ---------------------------- |
| Oro                                                                                  |                    |                              |
| Georges Miez                                                                         | Gimnasia artística | Suelo M                      |
| Plata                                                                                |                    |                              |
| Arthur Schwab                                                                        | Atletismo          | 50 km marcha M               |
| Edgar Buchwalder Ernst Nievergelt Kurt Ott                                           | Ciclismo en ruta   | Ruta por eqs. M              |
| Josef Walter                                                                         | Gimnasia artística | Suelo M                      |
| Michael Reusch                                                                       | Gimnasia artística | Paralelas M                  |
| Eugen Mack                                                                           | Gimnasia artística | Salto de potro M             |
| Eugen Mack                                                                           | Gimnasia artística | Caballo con arcos M          |
| Eugen Mack                                                                           | Gimnasia artística | Concurso completo ind. M     |
| Albert Bachmann Walter Bach Eugen Mack Georges Miez Michael Reusch Eduard Steinemann | Gimnasia artística | Concurso completo por eqs. M |
| Hermann Betschart Alex Homberger Hans Homberger Karl Schmid Rolf Spring (t)          | Remo               | Cuatro con timonel (M4+) M   |
| Bronce                                                                               |                    |                              |
| Equipo                                                                               | Balonmano          | Torneo M                     |
| Ernst Nievergelt                                                                     | Ciclismo en ruta   | Ruta ind. M                  |
| Albert Bachmann                                                                      | Gimnasia artística | Caballo con arcos M          |
| Eugen Mack                                                                           | Gimnasia artística | Suelo M                      |
| Hermann Betschart Alex Homberger Hans Homberger Karl Schmid                          | Remo               | Cuatro sin timonel (M4-) M   |